# 北王鎮
北王鎮是中华人民共和国山西省临汾市浮山县下辖的一个行政建制镇，此前為乡。2021年3月4日，根據山西省人民政府《关于同意临汾市乡级行政区划调整的批复》（晋政函〔2021〕37号），北韩乡併入北王鄉，並改稱北王鎮。

## 行政区划
北王鎮下辖以下地区：北王村、高村、庄里村、史壁村、岭上村、南庄村、北庄村、白培垣村、崔村、杜村、马台村、臣南河村、承相河村、南霍村、平里村、桥北村、堡子上村、玉石坡村、北张村、乔家垣村、梁家垣村、郑子河村、乔家凹村、安子村、秀村、北石村、南安村、驮腰村、孔家河村、辛庄村、北韩村、霍寨村、杨村河村、槐树凹村、李家场村、大户垣村、李家堡村、唐阁河村、柏河村、茨庄村和南庄村。